# شون سوگاتا
شون سوگاتا (۱۷ فوریهٔ ۱۹۵۵) هنرپیشه ژاپنی است. او در فیلم کات ساخته امیر نادری به ایفای نقش پرداخت. از دیگر فیلم‌هایی که وی در آن نقش داشته‌است، می‌توان به نبض، ایچی قاتل و اعترافات یک سگ اشاره نمود.